# Linux Mint
Linux Mint é uma distribuição Linux irlandesa. Possui duas versões: uma baseada em Ubuntu (com o qual é totalmente compatível e partilha os mesmos repositórios) e outra versão baseada em Debian. Suporta muitos idiomas, incluindo a língua portuguesa, e utiliza o Cinnamon como seu principal ambiente de desktop.
É um sistema operacional moderno, elegante e confortável, que é poderoso e fácil de usar"; possui suporte da mídia pronto para o uso, incluindo alguns softwares proprietários; e vem com uma variedade de aplicativos gratuitos e de código aberto.

## História
O projeto foi concebido por Clément Lefèbvre; e está sendo desenvolvido ativamente pelo Linux Mint Team e pela comunidade. Começou em 2006 com uma versão beta do Linux Mint 1.0, com o codinome "Ada", baseado no Kubuntu. Após seu lançamento, o Linux Mint 2.0 "Barbara" foi a primeira versão a usar o Ubuntu como base de código. O Linux Mint tinha poucos usuários dessas versões iniciais até o lançamento do Linux Mint 3.0, "Cassandra".
O Linux Mint 2.0 foi baseado no Ubuntu 6.10, usando seus repositórios de pacotes e usando-o como uma base de código. A partir daí, o Linux Mint seguiu sua própria base de código, construindo cada versão do seu anterior, mas continuou usando os repositórios de pacotes do último lançamento do Ubuntu. Isso resultou em tornar a base entre os dois sistemas quase idêntica, garantindo total compatibilidade entre as duas distribuições, em vez de fazer com que o Mint se tornasse um fork.
Em 2008, o Linux Mint adotou o mesmo ciclo de lançamento do Ubuntu e baixou seu número de versão menor antes de lançar a versão 5 "Elyssa". No mesmo ano, em um esforço para aumentar a compatibilidade entre os dois sistemas, o Linux Mint decidiu abandonar sua base de código e mudou a forma como construiu seus lançamentos. Começando com o Linux Mint 6 "Felicia," cada lançamento foi agora completamente baseado no último lançamento do Ubuntu, construído diretamente a partir dele, e cronometrado para aproximadamente um mês após o lançamento correspondente do Ubuntu, geralmente em maio ou novembro.
Em 2010, o Linux Mint lançou o Linux Mint Debian Edition (LMDE). Ao contrário das outras edições baseadas no Ubuntu (Ubuntu Mint), o LMDE era originalmente uma versão baseada diretamente no Debian rolling release e não estava vinculado aos pacotes do Ubuntu ou ao seu cronograma de lançamento. Foi anunciado em 27 de maio de 2015 que a equipe do Linux Mint não suportaria mais a versão original (rolling release) do LMDE após 1º de janeiro de 2016. O LMDE 2 "Betsy", o lançamento atual do LMDE, é uma versão de suporte de longo prazo baseada em Debian Jessie (stable). Quando o LMDE 2 foi lançado, foi anunciado que todos os usuários do LMDE seriam automaticamente atualizados para novas versões do software MintTools e dos novos ambientes desktop antes de serem lançados na edição principal do Linux Mint.
Em 20 de fevereiro de 2016, o site Linux Mint foi invadido por hackers desconhecidos, que substituíram brevemente os links de download de uma versão do Linux Mint por uma versão modificada que continha malware. Os hackers também violaram o banco de dados do fórum de usuários do site. Após o ataque, o Linux Mint foi severamente criticado por ser uma distribuição que, ao contrário de muitos outros na época, "apenas funcionou" e se tornou popular entre usuários não-técnicos, mas às custas de segurança, com algumas atualizações de segurança no Ubuntu ou Debian na lista negra de execução devido a problemas de compatibilidade.

## Visão geral
Linux Mint diferencia-se do Ubuntu e do Debian por incluir drivers e codecs proprietários por padrão e por alguns recursos que permitem fazer em modo gráfico (GUI) configurações que em ambos os sistemas são feitas através do modo texto. Utiliza por padrão o desktop Cinnamon, um derivado do GNOME, com um menu no painel inferior junto à barra de tarefas (o MintMenu), similar ao menu do KDE, ou o menu "Iniciar" do Windows. O propósito da distribuição é providenciar um sistema Linux que funcione "out-of-the-box"; isto é, esteja pronto para uso assim que terminar a instalação. Dessa maneira, o único trabalho do usuário será o de personalizar a aparência, se desejar, e instalar programas extras, caso necessite. O Mint foi apontado como uma das melhores distros para o uso em desktop.
A concepção da interface de usuário é um pouco diferente, incluindo:
- Uma interface de usuário distinta e semi-independente, incluindo uma versão melhorada do gerenciador de boot, layout do desktop, temas de gráficos e menu exclusivo.
- Um forte foco em plena funcionalidade através de drivers de WiFi pré instalados, plugins para reprodução de diversos formatos de mídia e resolução de tela definido automaticamente. O Mint também possui o HTML5 habilitado por padrão para que os utilizadores possam ver sites como YouTube sem ter que instalar ou configurar nada mais.
- As ferramentas do Linux Mint correspondem a uma coleção de utilitários de sistema cuja finalidade é tornar o sistema de gestão e administração mais fácil para usuários finais.

### Lançamentos
Os lançamentos das versões do Linux Mint baseadas no Ubuntu ocorrem pouco depois do lançamento das versões equivalentes do Ubuntu. Os nomes-código eram sempre nomes de mulheres que terminavam com a letra "A". A versão 17.1, por exemplo, recebeu o codinome de "Rebecca" e a atual versão 17.3 de "Rosa", porém, esse padrão foi "quebrado" com a versão 18, que recebeu o codinome de "Sarah".
O Linux Mint não comunica datas de lançamento específicas à medida que novas versões são publicadas "quando estiverem prontas", o que significa que elas podem ser liberadas mais cedo quando a distribuição está adiantada ou atrasada quando bugs críticos são encontrados. Novos lançamentos são anunciados, assim como muitos outros conteúdos, no blog do Linux Mint.
Em relação ao Ubuntu, o Linux Mint tem outro sistema de atualização. Em vez de usar a atualização incremental - ou seja, instalar a nova distribuição modificando automaticamente os repositórios e substituindo os pacotes antigos pelos pacotes novos, o Linux Mint encoraja o usuário a fazer uma instalação "limpa", gravando um novo CD/DVD e reinstalando todo o sistema. Para isso, disponibiliza uma ferramenta de backup, que grava a lista de repositórios e pacotes baixados e os arquivos da pasta pessoal, desta forma poupando tempo do usuário.

## Histórico de versões[25]
| Legenda: | Versão antiga, não mantida | Versão mais antiga, ainda mantida | Versão estável atual | Versão de prévia mais recente | Lançamento futuro |

| Versão | Codinome  | Edição               | Base de código                     | Repositório compatível             | Ambiente de área de trabalho | Data de Lançamento      | Fim de suporte  |
| ------ | --------- | -------------------- | ---------------------------------- | ---------------------------------- | ---------------------------- | ----------------------- | --------------- |
| 1.0    | Ada       | Main                 | Kubuntu 6.06                       | Kubuntu 6.06                       | KDE                          | 27 de agosto de 2006    | Desconhecido    |
| 2.0    | Barbara   | Main                 | Ubuntu 6.10 (Edgy Eft)             | Ubuntu 6.10 (Edgy Eft)             | GNOME                        | 13 de novembro de 2006  | Abril de 2008   |
| 2.1    | Bea       | Main                 | Ubuntu 6.10 (Edgy Eft)             | Ubuntu 6.10 (Edgy Eft)             | GNOME                        | 20 de Dezembro de 2006  | Abril de 2008   |
| 2.2    | Bianca    | Main                 | Ubuntu 6.10 (Edgy Eft)             | Ubuntu 6.10 (Edgy Eft)             | GNOME                        | 20 de Fevereiro de 2007 | Abril de 2008   |
| 2.2    | Bianca    | Light                | Ubuntu 6.10 (Edgy Eft)             | Ubuntu 6.10 (Edgy Eft)             | GNOME                        | 29 de março de 2007     | Abril de 2008   |
| 2.2    | Bianca    | KDE CE               | Kubuntu 6.10                       | Kubuntu 6.10                       | KDE                          | 20 de abril 2007        | Abril de 2008   |
| 3.0    | Cassandra | Main                 | Bianca 2.2                         | Ubuntu 7.04 (Feisty Fawn)          | GNOME                        | 30 de maio de 2007      | Outubro de 2008 |
| 3.0    | Cassandra | Light                | Bianca 2.2                         | Ubuntu 7.04 (Feisty Fawn)          | GNOME                        | 15 de junho de 2007     | Outubro de 2008 |
| 3.0    | Cassandra | KDE CE               | Bianca 2.2                         | Kubuntu 7.04                       | KDE                          | 14 de agosto de 2007    | Outubro de 2008 |
| 3.0    | Cassandra | MiniKDE CE           | Bianca 2.2                         | Kubuntu 7.04                       | KDE                          | 14 de agosto de 2007    | Outubro de 2008 |
| 3.0    | Cassandra | Xfce CE              | Cassandra 3.0                      | Xubuntu 7.04                       | Xfce                         | 7 de agosto de 2007     | Outubro de 2008 |
| 3.1    | Celena    | Main                 | Bianca 2.2                         | Ubuntu 7.04 (Feisty Fawn)          | GNOME                        | 24 de setembro de 2007  | Outubro de 2008 |
| 3.1    | Celena    | Light                | Bianca 2.2                         | Ubuntu 7.04 (Feisty Fawn)          | GNOME                        | 01 de Outubro de 2007   | Outubro de 2008 |
| 4.0    | Daryna    | Main                 | Celena 3.1                         | Ubuntu 7.10 (Gutsy Gibbon)         | GNOME                        | 15 de outubro de 2007   | Abril de 2009   |
| 4.0    | Daryna    | Light                | Celena 3.1                         | Ubuntu 7.10 (Gutsy Gibbon)         | GNOME                        | 15 October 2007         | Abril de 2009   |
| 4.0    | Daryna    | KDE CE               | Cassandra 3.0                      | Kubuntu 7.10                       | KDE                          | 03 de março de 2008     | Abril de 2009   |
| 5      | Elyssa    | Main                 | Daryna 4.0                         | Ubuntu 8.04 (Hardy Heron)          | GNOME                        | 08 Junho de 2008        | Abril de 2011   |
| 5      | Elyssa    | Light                | Daryna 4.0                         | Ubuntu 8.04 (Hardy Heron)          | GNOME                        | 08 Junho de 2008        | Abril de 2011   |
| 5      | Elyssa    | x64                  | Ubuntu 8.04 (Hardy Heron)          | Ubuntu 8.04 (Hardy Heron)          | GNOME                        | 18 outubro de 2008      | Abril de 2011   |
| 5      | Elyssa    | KDE CE               | Daryna 4.0                         | Kubuntu 8.04                       | KDE                          | 15 de setembro de 2008  | Abril de 2011   |
| 5      | Elyssa    | Xfce CE              | Daryna 4.0                         | Xubuntu 8.04                       | Xfce                         | 08 de setembro de 2008  | Abril de 2011   |
| 5      | Elyssa    | Fluxbox CE           | Ubuntu 8.04 (Hardy Heron)          | Ubuntu 8.04 (Hardy Heron)          | Fluxbox                      | 21 de outubro de 2008   | Abril de 2011   |
| 6      | Felicia   | Main                 | Ubuntu 8.10 (Intrepid Ibex)        | Ubuntu 8.10 (Intrepid Ibex)        | GNOME                        | 15 de dezembro de 2008  | Abril de 2010   |
| 6      | Felicia   | Universal (Light)    | Ubuntu 8.10 (Intrepid Ibex)        | Ubuntu 8.10 (Intrepid Ibex)        | GNOME                        | 15 de dezembro de 2008  | Abril de 2010   |
| 6      | Felicia   | x64                  | Ubuntu 8.10 (Intrepid Ibex)        | Ubuntu 8.10 (Intrepid Ibex)        | GNOME                        | 06 fevereiro de 2009    | Abril de 2010   |
| 6      | Felicia   | KDE CE               | Elyssa 5                           | Kubuntu 8.10                       | KDE                          | 8 April 2009            | Abril de 2010   |
| 6      | Felicia   | Xfce CE              | Xubuntu 8.10                       | Xubuntu 8.10                       | Xfce                         | 24 de fevereiro de 2009 | Abril de 2010   |
| 6      | Felicia   | Fluxbox CE           | Xubuntu 8.10                       | Ubuntu 8.10                        | Fluxbox                      | 7 de abril de 2009      | Abril de 2010   |
| 7      | Gloria    | Main                 | Ubuntu 9.04 (Jaunty Jackalope)     | Ubuntu 9.04 (Jaunty Jackalope)     | GNOME                        | 26 de maio 2009         | Outubro de 2010 |
| 7      | Gloria    | Universal (Light)    | Ubuntu 9.04 (Jaunty Jackalope)     | Ubuntu 9.04 (Jaunty Jackalope)     | GNOME                        | 26 de maio de 2009      | Outubro de 2010 |
| 7      | Gloria    | x64                  | Ubuntu 9.04 (Jaunty Jackalope)     | Ubuntu 9.04 (Jaunty Jackalope)     | GNOME                        | 24 de junho de 2009     | Outubro de 2010 |
| 7      | Gloria    | KDE CE               | Kubuntu 9.04                       | Kubuntu 9.04                       | KDE                          | 03 de agosto de 2009    | Outubro de 2010 |
| 7      | Gloria    | Xfce CE              | Xubuntu 9.04                       | Xubuntu 9.04                       | Xfce                         | 13 de setembro de 2009  | Outubro de 2010 |
| 8      | Helena    | Main                 | Ubuntu 9.10 (Karmic Koala)         | Ubuntu 9.10 (Karmic Koala)         | GNOME                        | 28 de novembro de 2009  | Abril de 2011   |
| 8      | Helena    | Universal (Light)    | Ubuntu 9.10 (Karmic Koala)         | Ubuntu 9.10 (Karmic Koala)         | GNOME                        | 28 de novembro 2009     | Abril de 2011   |
| 8      | Helena    | Gnome x64            | Ubuntu 9.10 (Karmic Koala)         | Ubuntu 9.10 (Karmic Koala)         | GNOME                        | 14 de dezembro de 2009  | Abril de 2011   |
| 8      | Helena    | KDE                  | Kubuntu 9.10                       | Kubuntu 9.10                       | KDE                          | 06 de fevereiro de 2010 | Abril de 2011   |
| 8      | Helena    | KDE x64              | Kubuntu 9.10                       | Kubuntu 9.10                       | KDE                          | 12 de fevereiro de 2010 | Abril de 2011   |
| 8      | Helena    | Fluxbox              | Helena Main                        | Ubuntu 9.10 (Karmic Koala)         | Fluxbox                      | 12 de fevereiro de 2010 | Abril de 2011   |
| 8      | Helena    | Xfce                 | Xubuntu 9.10                       | Xubuntu 9.10                       | Xfce                         | 31 de março de 2010     | Abril de 2011   |
| 8      | Helena    | LXDE                 | Helena Main                        | Ubuntu 9.10 (Karmic Koala)         | LXDE                         | 31 de março de 2010     | Abril de 2011   |
| 9      | Isadora   | Main                 | Ubuntu 10.04 (Lucid Lynx)          | Ubuntu 10.04 (Lucid Lynx)          | GNOME                        | 18 de maio de 2010      | Abril de 2013   |
| 9      | Isadora   | Gnome x64            | Ubuntu 10.04 (Lucid Lynx)          | Ubuntu 10.04 (Lucid Lynx)          | GNOME                        | 18 de maio de 2010      | Abril de 2013   |
| 9      | Isadora   | LXDE                 | Lubuntu 10.04                      | Lubuntu 10.04                      | LXDE                         | 18 de julho de 2010     | Abril de 2013   |
| 9      | Isadora   | KDE                  | Kubuntu 10.04                      | Kubuntu 10.04                      | KDE                          | 27 de julho de 2010     | Abril de 2013   |
| 9      | Isadora   | KDE x64              | Kubuntu 10.04                      | Kubuntu 10.04                      | KDE                          | 27 de julho de 2010     | Abril de 2013   |
| 9      | Isadora   | Xfce                 | Xubuntu 10.04                      | Xubuntu 10.04                      | Xfce                         | 24 de agosto de 2010    | Abril de 2013   |
| 9      | Isadora   | Fluxbox              | Lubuntu 10.04                      | Lubuntu 10.04                      | Fluxbox                      | 06 de setembro de 2010  | Abril de 2013   |
| 10     | Julia     | Main                 | Ubuntu 10.10 (Maverick Meerkat)    | Ubuntu 10.10 (Maverick Meerkat)    | GNOME                        | 12 de novembro de 2010  | Abril de 2012   |
| 10     | Julia     | Gnome x64            | Ubuntu 10.10 (Maverick Meerkat)    | Ubuntu 10.10 (Maverick Meerkat)    | GNOME                        | 12 de novembro de 2010  | Abril de 2012   |
| 10     | Julia     | KDE                  | Kubuntu 10.10                      | Kubuntu 10.10                      | KDE                          | 23 de fevereiro de 2011 | Abril de 2012   |
| 10     | Julia     | KDE x64              | Kubuntu 10.10                      | Kubuntu 10.10                      | KDE                          | 23 de fevereiro de 2011 | Abril de 2012   |
| 10     | Julia     | LXDE                 | Lubuntu 10.10                      | Lubuntu 10.10                      | LXDE                         | 16 de março de 2011     | Abril de 2012   |
| 11     | Katya     | Main                 | Ubuntu 11.04 (Natty Narwhal)       | Ubuntu 11.04 (Natty Narwhal)       | GNOME                        | 26 de maio de 2011      | Outubro de 2012 |
| 11     | Katya     | Gnome x64            | Ubuntu 11.04 (Natty Narwhal)       | Ubuntu 11.04 (Natty Narwhal)       | GNOME                        | 26 de maio de 2011      | Outubro de 2012 |
| 11     | Katya     | LXDE                 | Lubuntu 11.04                      | Lubuntu 11.04                      | LXDE                         | 16 de agosto de 2011    | Outubro de 2012 |
| 12     | Lisa      | Main                 | Ubuntu 11.10 (Oneiric Ocelot)      | Ubuntu 11.10 (Oneiric Ocelot)      | GNOME 3 with MGSE            | 26 de novembro de 2011  | Abril de 2013   |
| 12     | Lisa      | KDE                  | Kubuntu 11.10                      | Kubuntu 11.10                      | KDE                          | 02 de fevereiro de 2012 | Abril de 2013   |
| 12     | Lisa      | LXDE                 | Lubuntu 11.10                      | Lubuntu 11.10                      | LXDE                         | 09 de março de 2012     | Abril de 2013   |
| 13     | Maya      | Cinnamon             | Ubuntu 12.04 (Precise Pangolin)    | Ubuntu 12.04 (Precise Pangolin)    | Cinnamon                     | 23 de maio de 2012      | Abril de 2017   |
| 13     | Maya      | MATE                 | Ubuntu 12.04 (Precise Pangolin)    | Ubuntu 12.04 (Precise Pangolin)    | MATE                         | 23 de maio de 2012      | Abril de 2017   |
| 13     | Maya      | Xfce                 | Xubuntu 12.04                      | Xubuntu 12.04                      | Xfce                         | 21 de julho de 2012     | Abril de 2017   |
| 13     | Maya      | KDE                  | Kubuntu 12.04                      | Kubuntu 12.04                      | KDE                          | 23 de julho de 2012     | Abril de 2017   |
| 14     | Nadia     | Cinnamon             | Ubuntu 12.10 (Quantal Quetzal)     | Ubuntu 12.10 (Quantal Quetzal)     | Cinnamon                     | 20 de novembro de 2012  | Maio de 2014    |
| 14     | Nadia     | MATE                 | Ubuntu 12.10 (Quantal Quetzal)     | Ubuntu 12.10 (Quantal Quetzal)     | MATE                         | 20 de novembro de 2012  | Maio de 2014    |
| 14     | Nadia     | Xfce                 | Xubuntu 12.10                      | Xubuntu 12.10                      | Xfce                         | 21 de dezembro de 2012  | Maio de 2014    |
| 14     | Nadia     | KDE                  | Kubuntu 12.10                      | Kubuntu 12.10                      | KDE                          | 23 December 2012        | Maio de 2014    |
| 15     | Olivia    | Cinnamon             | Ubuntu 13.04 (Raring Ringtail)     | Ubuntu 13.04 (Raring Ringtail)     | Cinnamon                     | 29 de maiode 2013       | Janeiro de 2014 |
| 15     | Olivia    | MATE                 | Ubuntu 13.04 (Raring Ringtail)     | Ubuntu 13.04 (Raring Ringtail)     | MATE                         | 29 de maiode 2013       | Janeiro de 2014 |
| 15     | Olivia    | Xfce                 | Ubuntu 13.04 (Raring Ringtail)     | Ubuntu 13.04 (Raring Ringtail)     | Xfce                         | 12 de julho de 2013     | Janeiro de 2014 |
| 15     | Olivia    | KDE                  | Ubuntu 13.04 (Raring Ringtail)     | Ubuntu 13.04 (Raring Ringtail)     | KDE                          | 21 de julho de 2013     | Janeiro de 2014 |
| 16     | Petra     | Cinnamon             | Ubuntu 13.10 (Saucy Salamander)    | Ubuntu 13.10 (Saucy Salamander)    | Cinnamon                     | 30 de novembro de 2013  | Julho de 2014   |
| 16     | Petra     | MATE                 | Ubuntu 13.10 (Saucy Salamander)    | Ubuntu 13.10 (Saucy Salamander)    | MATE                         | 30 de novembro de 2013  | Julho de 2014   |
| 16     | Petra     | Xfce                 | Ubuntu 13.10 (Saucy Salamander)    | Ubuntu 13.10 (Saucy Salamander)    | Xfce                         | 22 de dezembro de 2013  | Julho de 2014   |
| 16     | Petra     | KDE                  | Ubuntu 13.10 (Saucy Salamander)    | Ubuntu 13.10 (Saucy Salamander)    | KDE                          | 22 de dezembro de 2013  | Julho de 2014   |
| 17     | Qiana     | Cinnamon             | Ubuntu 14.04 (Trusty Tahr)         | Ubuntu 14.04 (Trusty Tahr)         | Cinnamon                     | 31 de maio de 2014      | Abril de 2019   |
| 17     | Qiana     | MATE                 | Ubuntu 14.04 (Trusty Tahr)         | Ubuntu 14.04 (Trusty Tahr)         | MATE                         | 31 de maio de 2014      | Abril de 2019   |
| 17     | Qiana     | KDE                  | Ubuntu 14.04 (Trusty Tahr)         | Ubuntu 14.04 (Trusty Tahr)         | KDE                          | 23 de junho de 2014     | Abril de 2019   |
| 17     | Qiana     | Xfce                 | Ubuntu 14.04 (Trusty Tahr)         | Ubuntu 14.04 (Trusty Tahr)         | Xfce                         | 26 de Junho de 2014     | Abril de 2019   |
| 17.1   | Rebecca   | Cinnamon             | Ubuntu 14.04 (Trusty Tahr)         | Ubuntu 14.04 (Trusty Tahr)         | Cinnamon                     | 29 de novembro de 2014  | Abril de 2019   |
| 17.1   | Rebecca   | MATE                 | Ubuntu 14.04 (Trusty Tahr)         | Ubuntu 14.04 (Trusty Tahr)         | MATE                         | 29 de novembro de 2014  | Abril de 2019   |
| 17.1   | Rebecca   | KDE                  | Ubuntu 14.04 (Trusty Tahr)         | Ubuntu 14.04 (Trusty Tahr)         | KDE                          | 08 de janeiro de 2015   | Abril de 2019   |
| 17.1   | Rebecca   | Xfce                 | Ubuntu 14.04 (Trusty Tahr)         | Ubuntu 14.04 (Trusty Tahr)         | Xfce                         | 11 de janeiro de 2015   | Abril de 2019   |
| 17.2   | Rafaela   | Cinnamon             | Ubuntu 14.04 (Trusty Tahr)         | Ubuntu 14.04 (Trusty Tahr)         | Cinnamon                     | 30 de junho de 2015     | Abril de 2019   |
| 17.2   | Rafaela   | MATE                 | Ubuntu 14.04 (Trusty Tahr)         | Ubuntu 14.04 (Trusty Tahr)         | MATE                         | 30 de junho de 2015     | Abril de 2019   |
| 17.2   | Rafaela   | KDE                  | Ubuntu 14.04 (Trusty Tahr)         | Ubuntu 14.04 (Trusty Tahr)         | KDE                          | 07 de agosto de 2015    | Abril de 2019   |
| 17.2   | Rafaela   | Xfce                 | Ubuntu 14.04 (Trusty Tahr)         | Ubuntu 14.04 (Trusty Tahr)         | Xfce                         | 07 de agosto de 2015    | Abril de 2019   |
| 17.3   | Rosa      | Cinnamon             | Ubuntu 14.04 (Trusty Tahr)         | Ubuntu 14.04 (Trusty Tahr)         | Cinnamon                     | 04 de dezembro de 2015  | Abril de 2019   |
| 17.3   | Rosa      | MATE                 | Ubuntu 14.04 (Trusty Tahr)         | Ubuntu 14.04 (Trusty Tahr)         | MATE                         | 04 de dezembro de 2015  | Abril de 2019   |
| 17.3   | Rosa      | KDE                  | Ubuntu 14.04 (Trusty Tahr)         | Ubuntu 14.04 (Trusty Tahr)         | KDE                          | 09 de janeiro de 2016   | Abril de 2019   |
| 17.3   | Rosa      | Xfce                 | Ubuntu 14.04 (Trusty Tahr)         | Ubuntu 14.04 (Trusty Tahr)         | Xfce                         | 09 de janeiro de 2016   | Abril de 2019   |
| 18     | Sarah     | Cinnamon             | Ubuntu 16.04 (Xenial Xerus)        | Ubuntu 16.04 (Xenial Xerus)        | Cinnamon                     | 30 de junho de 2016     | Abril de 2021   |
| 18     | Sarah     | MATE                 | Ubuntu 16.04 (Xenial Xerus)        | Ubuntu 16.04 (Xenial Xerus)        | MATE                         | 30 de junho de 2016     | Abril de 2021   |
| 18     | Sarah     | KDE                  | Ubuntu 16.04 (Xenial Xerus)        | Ubuntu 16.04 (Xenial Xerus)        | KDE                          | 9 September 2016        | Abril de 2021   |
| 18     | Sarah     | Xfce                 | Ubuntu 16.04 (Xenial Xerus)        | Ubuntu 16.04 (Xenial Xerus)        | Xfce                         | 02 de agosto de 2016    | Abril de 2021   |
| 18.1   | Serena    | Cinnamon             | Ubuntu 16.04 (Xenial Xerus)        | Ubuntu 16.04 (Xenial Xerus)        | Cinnamon                     | 16 December 2016        | Abril de 2021   |
| 18.1   | Serena    | MATE                 | Ubuntu 16.04 (Xenial Xerus)        | Ubuntu 16.04 (Xenial Xerus)        | MATE                         | 16 December 2016        | Abril de 2021   |
| 18.1   | Serena    | KDE                  | Ubuntu 16.04 (Xenial Xerus)        | Ubuntu 16.04 (Xenial Xerus)        | KDE                          | 27 de janeiro de 2017   | Abril de 2021   |
| 18.1   | Serena    | Xfce                 | Ubuntu 16.04 (Xenial Xerus)        | Ubuntu 16.04 (Xenial Xerus)        | Xfce                         | 27 de janeiro de 2017   | Abril de 2021   |
| 18.2   | Sonya     | Cinnamon             | Ubuntu 16.04 (Xenial Xerus)        | Ubuntu 16.04 (Xenial Xerus)        | Cinnamon                     | 02 de julho 2017        | Abril de 2021   |
| 18.2   | Sonya     | MATE                 | Ubuntu 16.04 (Xenial Xerus)        | Ubuntu 16.04 (Xenial Xerus)        | MATE                         | 02 de julho 2017        | Abril de 2021   |
| 18.2   | Sonya     | KDE                  | Ubuntu 16.04 (Xenial Xerus)        | Ubuntu 16.04 (Xenial Xerus)        | KDE                          | 02 de julho 2017        | Abril de 2021   |
| 18.2   | Sonya     | Xfce                 | Ubuntu 16.04 (Xenial Xerus)        | Ubuntu 16.04 (Xenial Xerus)        | Xfce                         | 02 de julho 2017        | Abril de 2021   |
| 18.3   | Sylvia    | Cinnamon             | Ubuntu 16.04 (Xenial Xerus)        | Ubuntu 16.04 (Xenial Xerus)        | Cinnamon                     | 27 de novembro de 2017  | Abril de 2021   |
| 18.3   | Sylvia    | MATE                 | Ubuntu 16.04 (Xenial Xerus)        | Ubuntu 16.04 (Xenial Xerus)        | MATE                         | 27 de novembro de 2017  | Abril de 2021   |
| 18.3   | Sylvia    | KDE                  | Ubuntu 16.04 (Xenial Xerus)        | Ubuntu 16.04 (Xenial Xerus)        | KDE                          | 15 de dezembro de 2017  | Abril de 2021   |
| 18.3   | Sylvia    | Xfce                 | Ubuntu 16.04 (Xenial Xerus)        | Ubuntu 16.04 (Xenial Xerus)        | Xfce                         | 15 de dezembro de 2017  | Abril de 2021   |
| 19     | Tara      | Cinnamon             | Ubuntu 18.04 (Bionic Beaver)       | Ubuntu 18.04 (Bionic Beaver)       | Cinnamon                     | 29 de junho de 2018     | Abril de 2023   |
| 19     | Tara      | MATE                 | Ubuntu 18.04 (Bionic Beaver)       | Ubuntu 18.04 (Bionic Beaver)       | MATE                         | 29 de junho de 2018     | Abril de 2023   |
| 19     | Tara      | Xfce                 | Ubuntu 18.04 (Bionic Beaver)       | Ubuntu 18.04 (Bionic Beaver)       | Xfce                         | 29 de junho de 2018     | Abril de 2023   |
| 19.1   | Tessa     | Cinnamon             | Ubuntu 18.04 (Bionic Beaver)       | Ubuntu 18.04 (Bionic Beaver)       | Cinnamon                     | 19 dezembro de 2018     | Abril de 2023   |
| 19.1   | Tessa     | MATE                 | Ubuntu 18.04 (Bionic Beaver)       | Ubuntu 18.04 (Bionic Beaver)       | MATE                         | 19 dezembro de 2018     | Abril de 2023   |
| 19.1   | Tessa     | Xfce                 | Ubuntu 18.04 (Bionic Beaver)       | Ubuntu 18.04 (Bionic Beaver)       | Xfce                         | 19 dezembro de 2018     | Abril de 2023   |
| 19.2   | Tina      | Cinnamon             | Ubuntu 18.04 (Bionic Beaver)       | Ubuntu 18.04 (Bionic Beaver)       | Cinnamon                     | 02 de agosto de 2019    | Abril de 2023   |
| 19.2   | Tina      | MATE                 | Ubuntu 18.04 (Bionic Beaver)       | Ubuntu 18.04 (Bionic Beaver)       | MATE                         | 02 de agosto de 2019    | Abril de 2023   |
| 19.2   | Tina      | Xfce                 | Ubuntu 18.04 (Bionic Beaver)       | Ubuntu 18.04 (Bionic Beaver)       | Xfce                         | 02 de agosto de 2019    | Abril de 2023   |
| 19.3   | Tricia    | Cinnamon             | Ubuntu 18.04 (Bionic Beaver)       | Ubuntu 18.04 (Bionic Beaver)       | Cinnamon                     | 18 Dezembro de 2019     | Abril de 2023   |
| 19.3   | Tricia    | MATE                 | Ubuntu 18.04 (Bionic Beaver)       | Ubuntu 18.04 (Bionic Beaver)       | MATE                         | 18 Dezembro de 2019     | Abril de 2023   |
| 19.3   | Tricia    | Xfce                 | Ubuntu 18.04 (Bionic Beaver)       | Ubuntu 18.04 (Bionic Beaver)       | Xfce                         | 18 Dezembro de 2019     | Abril de 2023   |
| 20     | Ulyana    | Cinnamon, MATE, Xfce | Ubuntu 20.04 LTS (Focal Fossa)     | Ubuntu 20.04 LTS (Focal Fossa)     | Cinnamon, MATE, Xfce         | 27 de junho de 2020     | Abril de 2025   |
| 20.1   | Ulyssa    | Cinnamon, MATE, Xfce | Ubuntu 20.04 LTS (Focal Fossa)     | Ubuntu 20.04 LTS (Focal Fossa)     | Cinnamon, MATE, Xfce         | 8 de janeiro de 2021    | Abril de 2025   |
| 20.2   | Uma       | Cinnamon, MATE, Xfce | Ubuntu 20.04 LTS (Focal Fossa)     | Ubuntu 20.04 LTS (Focal Fossa)     | Cinnamon, MATE, Xfce         | 8 de julho de 2021      | Abril de 2025   |
| 20.3   | Una       | Cinnamon, MATE, Xfce | Ubuntu 20.04 LTS (Focal Fossa)     | Ubuntu 20.04 LTS (Focal Fossa)     | Cinnamon, MATE, Xfce         | 7 de janeiro de 2022    | Abril de 2025   |
| 21     | Vanessa   | Cinnamon, MATE, Xfce | Ubuntu 22.04 LTS (Jammy Jellyfish) | Ubuntu 22.04 LTS (Jammy Jellyfish) | Cinnamon, MATE, Xfce         | 31 de julho de 2022     | Abril de 2027   |
| 21.1   | Vera      | Cinnamon, MATE, Xfce | Ubuntu 22.04 LTS (Jammy Jellyfish) | Ubuntu 22.04 LTS (Jammy Jellyfish) | Cinnamon, MATE, Xfce         | 20 de dezembro de 2022  | Abril de 2027   |
| 21.2   | Victoria  | Cinnamon, MATE, Xfce | Ubuntu 22.04 LTS (Jammy Jellyfish) | Ubuntu 22.04 LTS (Jammy Jellyfish) | Cinnamon, MATE, Xfce         | 16 de julho de 2023     | Abril de 2027   |
| 21.3   | Virginia  | Cinnamon, MATE, Xfce | Ubuntu 22.04 LTS (Jammy Jellyfish) | Ubuntu 22.04 LTS (Jammy Jellyfish) | Cinnamon, MATE, Xfce         | 12 de janeiro de 2024   | Abril de 2027   |
| 22     | Wilma     | Cinnamon, MATE, Xfce | Ubuntu 24.04 LTS (Noble Numbat)    | Ubuntu 24.04 LTS (Noble Numbat)    | Cinnamon, MATE, Xfce         | 25 de julho de 2024     | Junho de 2029   |
| Versão | Codinome  | Edição               | Base de código                     | Repositório compatível             | Ambiente de área de trabalho | Data de Lançamento      | Fim de suporte  |

1. ↑  MGSE: Mint Gnome 3 Shell Extensions (fornecendo um ambiente de desktop similar ao do GNOME 2)

## Histórico de versões do Linux Mint Debian Edition[25]
| Legenda: | Versão antiga, não mantida | Versão mais antiga, ainda mantida | Versão estável atual | Versão de prévia mais recente | Lançamento futuro |

| Versão | Codinome | Edição da ISO | Base do Debian | Ambiente de área de trabalho | Data de lançamento     | Fim de suporte        |
| ------ | -------- | ------------- | -------------- | ---------------------------- | ---------------------- | --------------------- |
| 1      | Debian   | 201403        | Jessie (8)     | Cinnamon, MATE               | 02 de março de 2014    | 01 de janeiro de 2016 |
| 2      | Betsy    | 201503        | Jessie (8)     | Cinnamon, MATE               | 10 de abril de 2015    | 01 de janeiro de 2019 |
| 2      | Betsy    | 201701        | Jessie (8)     | Cinnamon, MATE               | 13 de março de 2017    | 01 de janeiro de 2019 |
| 3      | Cindy    | 201808        | Stretch (9)    | Cinnamon                     | 31 de agosto de 2018   | 01 de julho de 2020   |
| 4      | Debbie   | N/A           | Buster (10)    | Cinnamon                     | 20 de março de 2020    | Agosto de 2022        |
| 5      | Elsie    | N/A           | Bullseye (11)  | Cinnamon                     | 20 de março de 2022    | TBD                   |
| 6      | Faye     | N/A           | Bookworm (12)  | Cinnamon                     | 27 de setembro de 2023 | TBD                   |

1. ↑  Edição ISO: Versões anteriores ao LMDE 4 incluíam um código de dados na imagem ISO inicializável. As imagens do LMDE 2 foram publicadas duas vezes; o segundo problema incluía atualizações para o LMDE 2 até aquele ponto.
2. ↑  Ambiente de desktop padrão: Versões anteriores ao LMDE 3 foram lançadas em dois tipos de imagem ISO, com ambientes de desktop Cinnamon e MATE.

### Testes
Semelhante a muitas outras distribuições de Linux, o Mint tem diferentes ramos de repositórios. O ramo com os novos recursos, ou "ramo instável", é chamado de "Romeo". O Mint não o ativa por padrão, para os usuários que desejam ajudar a testar novos pacotes, poderão ativar o "Romeo e a Julieta" no APT.

### Desenvolvimento
A comunidade de usuários do Linux Mint usa o Launchpad para participar da tradução do sistema operacional e no relato de bugs. Parte do desenvolvimento é feito em Python e organizado on-line usando o GitHub, tornando mais fácil para os desenvolvedores fornecer patches, implementar recursos adicionais e também extrair subprojetos do Linux Mint (por exemplo, o menu Linux Mint foi portado para o Fedora). A cada lançamento, são adicionados recursos desenvolvidos pela comunidade. No Linux Mint 9, por exemplo, a capacidade de editar itens de menu é um recurso que foi contribuído por um usuário do Linux Mint.
Usuários individuais e empresas que utilizam o sistema operacional atuam como doadores, patrocinadores e parceiros da distribuição. O Linux Mint confia no feedback do usuário para tomar decisões e orientar seu desenvolvimento. O blog oficial geralmente apresenta discussões em que os usuários são solicitados a expressar sua opinião sobre os recursos mais recentes ou decisões implementadas para os próximos lançamentos. Ideias podem ser submetidas, comentadas e avaliadas pelos usuários através do site da comunidade Linux Mint.

## Edições

### Linux Mint
Há três edições do Linux Mint desenvolvidas pela equipe de desenvolvimento e que usam o Ubuntu como base, todas elas até o Linux Mint 19.3 Tricia têm versões de 32 e 64 bits. A partir da versão 20 Ulyana, só há versões em 64 bits:
- Linux Mint Cinnamon: principal edição do Linux Mint, utiliza o ambiente de desktop Cinnamon, é a interface gráfica padrão e mais usada do Linux Mint, sendo descrito como "elegante, moderno e inovador". [55];
- Linux Mint MATE: edição secundária do Linux Mint, utiliza o ambiente de desktop MATE, é a versão "do meio" do Linux Mint, ela tem menos recursos em comparação ao desktop Cinnamon, mas é mais estável. [55];
- Linux Mint Xfce: utiliza o ambiente de desktop Xfce, versão adicional que tem prioridade terciária e é lançada um pouco depois da principal e da secundária edição, é a versão mais leve do Mint (e consequentemente a que tem menos recursos), mas é a versão mais estável de todas e tem um baixo uso de recursos do computador. [55]

Começando com o lançamento do Linux Mint 19, a edição com KDE será oficialmente descontinuada; no entanto, os lançamentos 17.x e 18.x continuaram sendo suportados até 2019 e 2021, respectivamente.

### Linux Mint Debian Edition (LMDE)
A versão baseada em Debian Stable, oficialmente batizada "Linux Mint Debian Edition" (LMDE), utiliza os repositórios Debian e dos próprios mantenedores do Linux Mint. Considerando os codecs e plugins automaticamente instalados, determinadas aplicações específicas e temas visuais para o sistema, o LMDE é uma distribuição Linux sem maiores modificações de um sistema Debian, com algumas diferenças para a versão Linux Mint:
- Não é recomendada para iniciantes;
- Utilizará somente o ambiente de desktop Cinnamon;
- Não é compatível com o sistema de PPAs do Ubuntu;
- É um pouco mais rápida;
- Utiliza pacotes de versões mais novas;
- Um pouco mais difícil de usar e de achar suporte.

## Recursos
O Linux Mint usa principalmente software livre e de código aberto, fazendo exceções para alguns softwares proprietários, como plug-ins e codecs que fornecem reprodução de arquivos em MP3, MP4, WMA, WMV, entre outros. A inclusão de softwares proprietários no Linux Mint é incomum; muitas distribuições Linux não incluem software proprietário por padrão, já que um objetivo comum para algumas distribuições Linux é aderir ao modelo de software livre e de código aberto.

### Softwares desenvolvidos pelo Linux Mint

#### Cinnamon
Um fork do GNOME Shell baseado nas inovações feitas no Mint Gnome Shell Extensions (MGSE). Lançado como um add-on para o Linux Mint 12 e disponível como ambiente de desktop padrão desde o Linux Mint 13.

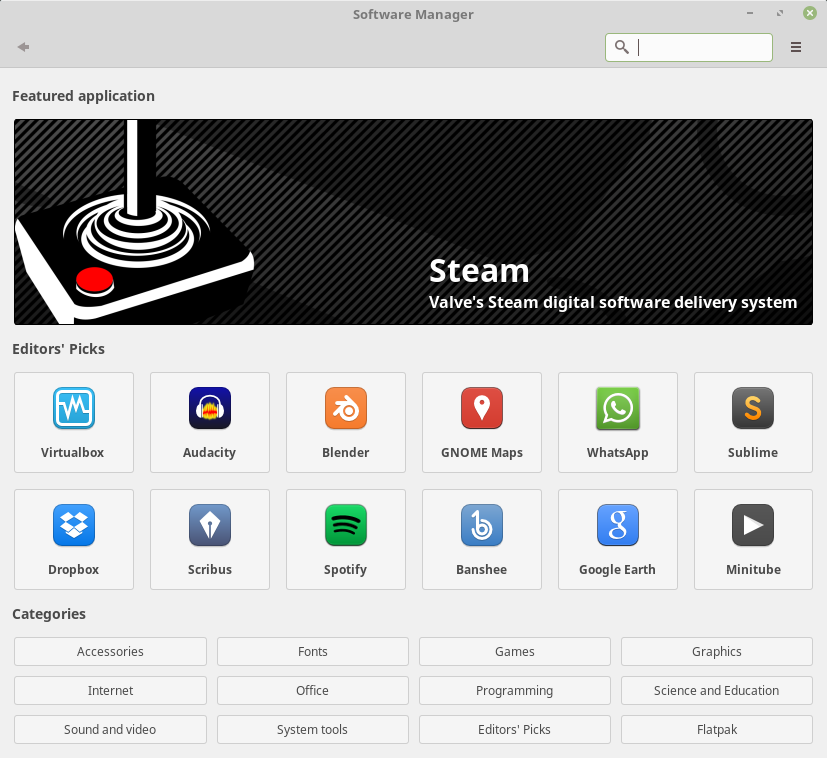
Loja de aplicativos mintInstall no Linux Mint 18.3

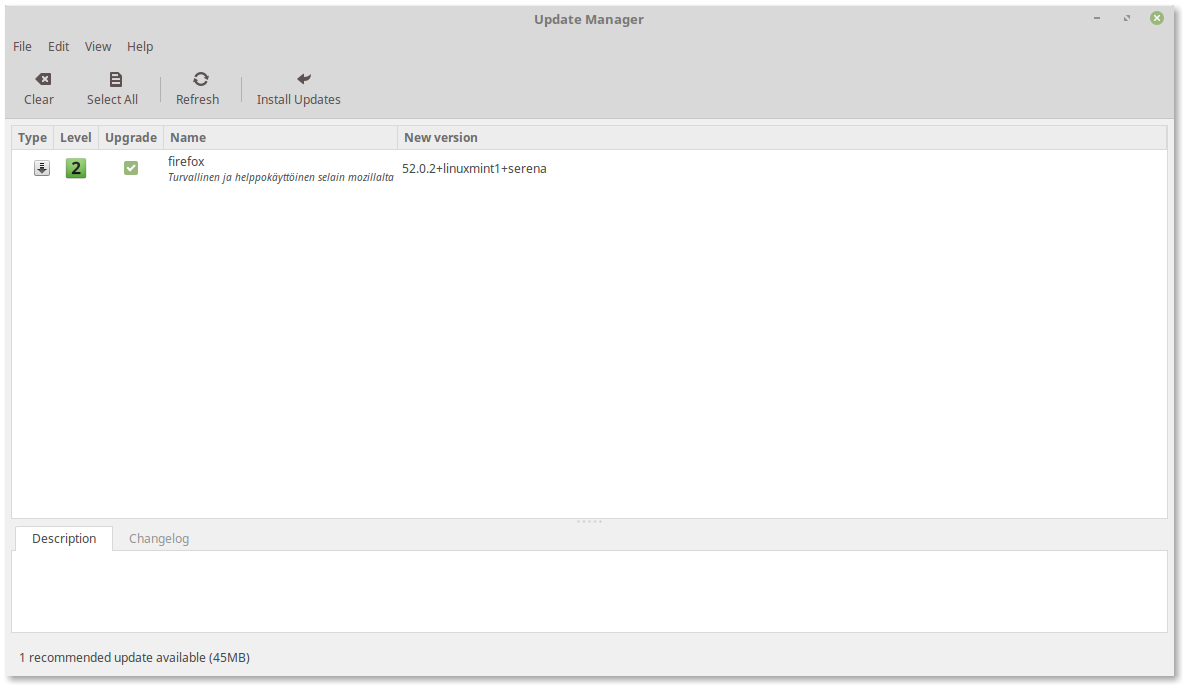
Gerenciador de atualizações mintUpdate

#### MintTools
- Loja de aplicativos (mintInstall): Projetado para instalar o software dos repositórios de software Ubuntu e Linux Mint, bem como os PPAs do Launchpad. Desde o Linux Mint 18.3, também foi capaz de instalar software a partir de controles remotos Flatpak e é configurado com o Flathub por padrão. Ele possui uma interface fortemente inspirada no GNOME Software e é construída sobre o GTK3.[56][64]
- Gerenciador de Atualizações (mintUpdate): Projetado para impedir que usuários inexperientes instalem atualizações desnecessárias ou que exijam um certo nível de conhecimento para serem configuradas corretamente. Atribui às atualizações um nível de segurança (de 1 a 5), com base na estabilidade e necessidade da atualização. As atualizações podem ser definidas para notificar os usuários (como é normal), ser listados, mas não notificados ou ocultos por padrão. Além de incluir atualizações especificamente para a distribuição do Linux Mint, a equipe de desenvolvimento testa todas as atualizações de todo o pacote.
- Menu Principal (mintMenu): Criado para o ambiente de área de trabalho MATE. É um menu de opções, incluindo filtragem, instalação e remoção de software, links de sistema e locais, favoritos, gerenciamento de sessão, itens editáveis, locais personalizados e muitas opções de configuração.
- Ferramenta de backup (mintBackup): permite ao usuário fazer backup e restaurar dados. É possível fazer o backup dos dados antes de uma nova instalação de uma versão mais recente e, em seguida, restaurá-la.
- Gerenciador de uploads (mintUpload): define serviços de upload para servidores FTP, SFTP e SCP. Os serviços ficam disponíveis na bandeja do sistema e fornecem zonas nas quais eles podem ser automaticamente enviados para os destinos correspondentes. A partir do Linux Mint 18.3, este software não é mais instalado por padrão, mas ainda está disponível nos repositórios de software do Linux Mint.[65]
- Bloqueador de domínios (mintNanny): Uma ferramenta de controle parental de bloqueio de domínio básico introduzida com v6. Permite que o usuário adicione manualmente os domínios a serem bloqueados em todo o sistema. A partir do Linux Mint 18.3, este software não é mais instalado por padrão, mas ainda está disponível nos repositórios de software do Linux Mint.[66]
- Configurações da área de trabalho (mintDesktop): uma ferramenta para configuração da área de trabalho.
- Tela de boas-vindas (mintWelcome): Introduzido no Linux Mint 7, um aplicativo que inicia no primeiro login de qualquer nova conta. Ele fornece links para o site do Linux Mint, guia do usuário e site da comunidade.
- USB Image Writer / Formatador USB Stick (mintStick): Uma ferramenta para gravar uma imagem em uma unidade USB ou formatar um pendrive.
- Relatórios do Sistema (mintReport): Introduzido no Linux Mint 18.3, o objetivo do System Reports é permitir que o usuário visualize e gerencie relatórios de falhas de aplicativos gerados automaticamente.
- Warpinator: Uma ferramenta introduzida no Linux Mint 20.04, cujo objetivo é facilitar a transferência de arquivos de rede, dando melhor suporte para o NVIDIA Optimus. É a sucessora do utilitário “Giver” do Linux Mint 6 de uma década atrás.[67]

### Instalação
Mint4Win é um método de instalação do Linux Mint em dual-boot. A instalação por esse método é muito mais fácil, segura e rápida, podendo inclusive ser feita por quem não têm um conhecimento muito avançado de informática. A instalação cria um disco rígido virtual, sendo que o Linux Mint é instalado dentro dele, evitando assim a necessidade de particionamento do disco. Está disponível na versão 32 bits (x86) e 64 bits (x64) do Linux Mint e é suportado no Windows XP, Vista, 7, 8/8.1 e 10 (tanto versões x86 como x64).
Para realizá-la basta montar a imagem ISO do Linux Mint com um programa emulador (Por exemplo: Daemon Tools), executar o arquivo mint4win.exe e clicar em "Instalar a partir do Windows". Digite um nome de usuário e senha, escolha o tamanho do disco virtual (até 30 GB), selecione instalar na partição do Windows (C:) e clique em "Instalar". Ao reiniciar o computador, a opção de boot já estará disponível. Porém, na primeira vez, o computador levará cerca de 20 minutos para realizar a instalação.

#### Requisitos
Para instalar o Linux Mint são recomendados:
| Requisito                   | Mínimo                                         | Recomendado                                    |
| --------------------------- | ---------------------------------------------- | ---------------------------------------------- |
| Memória RAM                 | 2 GB                                           | 4 GB                                           |
| Disco rígido (espaço livre) | 20 GB                                          | 100 GB                                         |
| Mídia                       | Pendrive ou CD com a mídia de instalação (ISO) | Pendrive ou CD com a mídia de instalação (ISO) |
| Resolução de vídeo          | 1024x768                                       | 1280x720 ou superior                           |